# Roemeense voetbalbond
De Federaţia Română de Fotbal (FRF) is de Roemeense voetbalbond. De FRF organiseert de competities in Roemenië zoals de Liga 1 en het bekertoernooi. De FRF is ook verantwoordelijk voor het Roemeens voetbalelftal.

## Nationale ploegen
- Roemeens voetbalelftal
- Roemeens voetbalelftal (vrouwen)
- Roemeens voetbalelftal onder 21
- Roemeens voetbalelftal onder 17 (vrouwen)

Albanië · 
Andorra · 
Armenië · 
Azerbeidzjan · 
België · 
Bosnië-Herzegovina · 
Bulgarije · 
Cyprus · 
Denemarken · 
Duitsland · 
Engeland · 
Estland · 
Faeröer · 
Finland · 
Frankrijk · 
Georgië · 
Gibraltar · 
Griekenland · 
Hongarije · 
Ierland · 
IJsland · 
Israël · 
Italië · 
Kazachstan · 
Kosovo · 
Kroatië · 
Letland · 
Liechtenstein · 
Litouwen · 
Luxemburg · 
Malta · 
Moldavië · 
Montenegro · 
Nederland · 
Noord-Ierland · 
Noord-Macedonië · 
Noorwegen · 
Oekraïne · 
Oostenrijk · 
Polen · 
Portugal · 
Roemenië · 
Rusland · 
San Marino · 
Schotland · 
Servië · 
Slovenië · 
Slowakije · 
Spanje · 
Tsjechië · 
Turkije · 
Wales · 
Wit-Rusland · 
Zweden · 
Zwitserland
FRF · A-internationals · Selecties · Bondscoaches · Statistieken · Roemeens vrouwenelftal · Olympisch elftal · Roemenië U21 · Roemenië U20 · Roemenië U19 · Roemenië U18 · Roemenië U17 · Roemenië U16
1922 – 1929 · 
1930 – 1939 · 
1940 – 1949 · 
1950 – 1959 · 
1960 – 1969 · 
1970 – 1979 · 
1980 – 1989 · 
1990 – 1999 · 
2000 – 2009 · 
2010 – 2019 · 
2020 – 2029
EK's: 1984 · 
1996 · 
2000 · 
2008 · 
2016 · 
2024
WK's: 1930 · 
1934 · 
1938 · 
1970 · 
1990 · 
1994 · 
1998
OS: 1924 · 
1952 · 
1964 · 
2020
1922 · 
1923 · 
1924 · 
1925 · 
1926 · 
1927 · 
1928 · 
1929 · 
1930 · 
1931 · 
1932 · 
1933 · 
1934 · 
1935 · 
1936 · 
1937 · 
1938 · 
1939 · 
1940 · 
1941 · 
1942 · 
1943 · 
1944 · 
1945 · 
1946 · 
1947 · 
1948 · 
1949 · 
1950 · 
1952 · 
1952 · 
1953 · 
1954 · 
1955 · 
1956 · 
1957 · 
1958 · 
1959 · 
1960 · 
1961 · 
1962 · 
1963 · 
1964 · 
1965 · 
1966 · 
1967 · 
1968 · 
1969 · 
1970 · 
1971 · 
1972 · 
1973 · 
1974 · 
1975 · 
1976 · 
1977 · 
1978 · 
1979 · 
1980 · 
1981 · 
1982 · 
1983 · 
1984 · 
1985 · 
1986 · 
1987 · 
1988 · 
1989 · 
1990 · 
1991 · 
1992 · 
1993 · 
1994 · 
1995 · 
1996 · 
1997 · 
1998 · 
1999 · 
2000 · 
2001 · 
2002 · 
2003 · 
2004 · 
2005 · 
2006 · 
2007 · 
2008 · 
2009 · 
2010 · 
2011 · 
2012 · 
2013 · 
2014 · 
2015 ·
2016 ·
2017 ·
2018 ·
2019 ·
2020 ·
2021 ·
2022 ·
2023
Albanië ·
Algerije ·
Andorra ·
Argentinië ·
Armenië ·
Australië ·
Azerbeidzjan ·
België ·
Bolivia ·
Bosnië en Herzegovina ·
Brazilië ·
Bulgarije ·
Chili ·
China ·
Colombia ·
Congo-Kinshasa ·
Cuba ·
Cyprus ·
DDR ·
Denemarken ·
Duitsland ·
Ecuador ·
Egypte ·
Engeland ·
Estland ·
Faeröer ·
Finland ·
Frankrijk ·
Georgië ·
Griekenland ·
Honduras ·
Hongarije ·
Ierland ·
IJsland ·
Irak ·
Iran ·
Israël ·
Italië ·
Ivoorkust ·
Japan ·
Joegoslavië ·
Kameroen ·
Kazachstan · 
Kosovo · 
Kroatië ·
Letland ·
Liechtenstein ·
Litouwen ·
Luxemburg ·
Malta ·
Marokko ·
Mexico ·
Moldavië ·
Montenegro ·
Nederland ·
Nigeria ·
Noord-Ierland ·
Noord-Macedonië ·
Noorwegen ·
Oekraïne ·
Oostenrijk ·
Paraguay ·
Peru ·
Polen ·
Portugal ·
Rusland ·
San Marino ·
Schotland ·
Servië ·
Slovenië ·
Slowakije ·
Sovjet-Unie ·
Spanje ·
Trinidad en Tobago ·
Tsjechië ·
Tsjecho-Slowakije ·
Tunesië ·
Turkije ·
Turkmenistan ·
Uruguay ·
Verenigde Arabische Emiraten ·
Verenigde Staten ·
Wales ·
Wit-Rusland ·
Zuid-Korea ·
Zweden ·
Zwitserland
Albanië (2016) · 
Frankrijk (2008) · 
Frankrijk (2016) · 
Italië (2008) · 
Nederland (2008) · 
Zwitserland (2016)